# Flamengo Soccer Club
Flamengo Soccer Club foi um clube americano de futebol profissional com sede em Sandy, Utah. 

## História
O clube disputou a Lamar Hunt U.S. Open Cup de 1992 e 1995.

## Estatísticas

### Participações
|  | Participações em 2020 |

| Competição     | Competição               | Temporadas | Melhor campanha                   | Estreia | Última | P | R |
| Estados Unidos | Lamar Hunt U.S. Open Cup | 2          | Semifinais Regionais (Duas vezes) | 1992    | 1995   |   | – |